# Justicia phlebophylla
Justicia phlebophylla är en akantusväxtart som beskrevs av Leonard.. Justicia phlebophylla ingår i släktet Justicia och familjen akantusväxter. Inga underarter finns listade i Catalogue of Life.